# 치고이너바이젠
《치고이너바이젠 작품번호 20》(독일어: Zigeunerweisen)은 1878년 파블로 데 사라사테가 작곡한 바이올린과 관현악을 위한 악곡이다. 치고이너바이젠은 독일어로 "집시(롬인)의 노래"를 뜻한다.

## 구성
《치고이너바이젠》은 단일 악장으로 돼있지만 네 개의 부분으로 나눠져 있다.
- Moderato와 Lento: 다단조, 4분의 4박자. 집시의 우울함을 소재로 하고 있다. 침울한 분위기 속에서 등장하는 바이올린 연주, 느리고 웅장한 선율이 특징이다.
- Un poco piùlento: 다단조, 4분의 2박자. 집시의 애절함을 소재로 하고 있다. 집시의 16분음표와 8분점음표의 리듬이 만든 인상적인 선율, 약음기가 달린 바이올린 연주가 특징이다.
- Allegro molto vivace: 가단조, 4분의 2박자. 집시 특유의 광적의 환희를 소재로 하고 있다. 급격히 빨라지는 템포, 바이올린 독주가 특징이다.